# Dani Provencio
Dani Provencio, all'anagrafe Daniel Provencio Azcune (Madrid, 7 ottobre 1987), è un calciatore spagnolo, centrocampista del Racing Madrid 1914.

## Carriera
Ha giocato nella seconda divisione spagnola con Rayo Vallecano, Mirandés ed Elche.

## Statistiche

### Presenze e reti nei club
Statistiche aggiornate al 21 novembre 2021.
| Stagione              | Squadra               | Campionato            | Campionato | Campionato | Coppe nazionali | Coppe nazionali | Coppe nazionali | Coppe continentali | Coppe continentali | Coppe continentali | Altre coppe | Altre coppe | Altre coppe | Totale | Totale |
| Stagione              | Squadra               | Comp                  | Pres       | Reti       | Comp            | Pres            | Reti            | Comp               | Pres               | Reti               | Comp        | Pres        | Reti        | Pres   | Reti   |
| --------------------- | --------------------- | --------------------- | ---------- | ---------- | --------------- | --------------- | --------------- | ------------------ | ------------------ | ------------------ | ----------- | ----------- | ----------- | ------ | ------ |
| 2010-2011             | Rayo Vallecano B      | SDB                   | 18         | 3          |                 | -               | -               |                    | -                  | -                  |             | -           | -           | 18     | 3      |
| apr.-giu. 2010        | Rayo Vallecano        | SD                    | 3          | 0          |                 | -               | -               |                    | -                  | -                  |             | -           | -           | 3      | 0      |
| 2010-2011             | Rayo Vallecano        | SD                    | 7          | 0          | CR              | 2               | 1               |                    | -                  | -                  |             | -           | -           | 9      | 1      |
| Totale Rayo Vallecano | Totale Rayo Vallecano | Totale Rayo Vallecano | 10         | 0          |                 | 2               | 1               |                    | -                  | -                  |             | -           | -           | 12     | 1      |
| 2011-2012             | Getafe B              | SDB                   | 36         | 4          |                 | -               | -               |                    | -                  | -                  |             | -           | -           | 36     | 4      |
| 2012-2013             | Levante B             | SDB                   | 37         | 2          |                 | -               | -               |                    | -                  | -                  |             | -           | -           | 37     | 2      |
| 2013-2014             | L'Hospitalet          | SDB                   | 30         | 2          | CR              | 1               | 0               |                    | -                  | -                  |             | -           | -           | 31     | 2      |
| lug.-ago. 2014        | CFR Cluj              | L1                    | 0          | 0          | CdL             | 1               | 0               | UEL                | 0                  | 0                  |             | -           | -           | 1      | 0      |
| ago. 2014-2015        | Mirandés              | SD                    | 19         | 0          | CR              | 1               | 0               |                    | -                  | -                  |             | -           | -           | 20     | 0      |
| 2015-2016             | Mirandés              | SD                    | 30         | 1          | CR              | 7               | 2               |                    | -                  | -                  |             | -           | -           | 37     | 3      |
| 2016-2017             | Mirandés              | SD                    | 31         | 0          | CR              | 0               | 0               |                    | -                  | -                  |             | -           | -           | 31     | 0      |
| Totale Mirandés       | Totale Mirandés       | Totale Mirandés       | 80         | 1          |                 | 8               | 2               |                    | -                  | -                  |             | -           | -           | 88     | 3      |
| 2017-2018             | Elche                 | SDB                   | 38         | 0          | CR              | 4               | 0               |                    | -                  | -                  |             | -           | -           | 42     | 0      |
| 2018-gen. 2019        | Elche                 | SD                    | 8          | 0          | CR              | 2               | 1               |                    | -                  | -                  |             | -           | -           | 10     | 1      |
| Totale Elche          | Totale Elche          | Totale Elche          | 46         | 0          |                 | 6               | 1               |                    | -                  | -                  |             | -           | -           | 52     | 1      |
| gen.-giu. 2019        | Ibiza                 | SDB                   | 15         | 0          |                 | -               | -               |                    | -                  | -                  |             | -           | -           | 15     | 0      |
| 2019-2020             | Lleida                | SDB                   | 4          | 0          | CR              | 1               | 0               |                    | -                  | -                  |             | -           | -           | 5      | 0      |
| 2020-2021             | Las Rozas             | SDB                   | 18         | 0          | CR              | 2               | 0               |                    | -                  | -                  |             | -           | -           | 20     | 0      |
| 2021-2022             | Moscardó              | TDR                   | 11         | 1          |                 | -               | -               |                    | -                  | -                  |             | -           | -           | 11     | 1      |
| Totale carriera       | Totale carriera       | Totale carriera       | 305        | 13         |                 | 21              | 4               |                    | 0                  | 0                  |             | -           | -           | 326    | 17     |